# Dražgoše
Dražgoše so naselje v Občini Železniki.
Dražgoše ležijo na južnih terasastih pobočjih Jelovice pod Dražgoško goro, na nadmorski višini od 700 do 980 m, oddaljene okoli 6 km od Železnikov ob cesti, ki povezuje Selško dolino s Kropo in Gorenjsko. Dražgoše so znane po Dražgoški bitki med Nemci in partizani Cankarjevega bataljona med 9. in 11. januarjem 1942. Nemci so iz maščevanja vas požgali, ustrelili 41 talcev, ostale pa izgnali. Na kraju, kjer je v bitki do zadnjega vztrajal Bičkov vod, so 1976 postavili spomenik z razglednikom imenovan Bičkova skala. 

## O kraju
Pri arheoloških sondiranjih so v Dražgošah našli sledove prazgodovinske, rimske in domnevno tudi staroslovanske poselitve. V Dražgoški gori so včasih kopali bobovec, zato jo imenovali tudi Železna gora (Eisenberg). 
Ime vasi je izpeljano iz osebnega imena Dražigost s pomočjo stare svojilne pripone -jь, nanašalo pa
se je na zemljepisni pojem bodisi moškega spola, najverjetneje breg, bodisi srednjega spola, npr. brdo.
Sicer pa Dražgoška gora ovira hladen severni zrak, zato je podnebje v Dražgošah primerno za kmetovanje. Na policah so travniki (živinoreja) in njive predvsem na Povŕšnici, kot se imenuje sleme proti Sv. Križu. Pridelajo krompir, krmo in žito. Sadno drevje obsega jablane, hruške, orehe, tudi češnje. Ljudje se ukvarjajo tudi z izkoriščanjem gozda, saj so okoliški gozdovi bogati z lesom. V preteklosti so kuhali tudi oglje, zdaj pa le redko. Včasih so še pasli na planini Kališnik, po drugi svetovni vojni pa pašo opustili. Prebivalci se večinoma vozijo na delo v dolino v Železnike in Škofjo Loko.
Pred drugo svetovno vojno je v vasi stala romarska cerkev sv. Lucije, v kateri so bili dragoceni oltarji t. i. zlatega tipa. Cerkev so Nemci porušili l. 1942, zlate oltarje pa so rešili in so danes shranjeni v Loškem muzeju v Škofji Loki, kot odličen primer rezbarstva 17. stoletja.. Leta 1966 je bila zgrajena nova cerkev, oblikoval jo je arhitekt T. Bitenc. Ima fresko in poslikana okna S. Kregarja.
Naselje Dražgoše obsega 2048 ha površine in ima 326 prebivalcev. Naselje je razdeljeno na tri enote: vaški del, imenovan Pri Cerkvi, sledi bolj ravni del mimo spomenika padlim borcem kot osrednji vaški del, imenovan Na Pečeh. Tretji del Jelenšče stoji na nekoliko višji polici. K Dražgošam sodi tudi velika samotna Novakova kmetija, ki leži na slemenu na drugi strani Rudenske grape. Kmetija je že več stoletij v lasti te rodbine, izvirajoče s Tirolske. V Dražgošah imajo že od leta 1946 vodovod z zajetjem v Jelenščah. Imajo tudi osnovno šolo z igriščem.
Dražgoše so znane po peki posebnih medenjakov, imenovanih dražgoški kruhki. Obiskovalci Dražgoš si lahko ogledajo muzej v Domu Cankarjevega bataljona, na razvalinah stare cerkve pa stoji nova kapelica.
Iz Dražgoš je bil slikar Gabrijel Stupica.